# Mana Ōyama
Mana Ōyama (japanisch 大山 真奈 Ōyama Mana; * 7. Dezember 1992 in Takamatsu) ist eine ehemalige japanische Handballspielerin, die dem Kader der japanischen Nationalmannschaft angehörte.

## Karriere
Mana Ōyama spielte bis zum Jahr 2021 für die japanische Mannschaft Hokkoku Bank. Anschließend wurde die Rückraumspielerin vom ungarischen Erstligisten Alba Fehérvár KC verpflichtet. Ab Juli 2023 lief sie in Japan für die Mannschaft von Sony Semiconductor Manufacturing Blue Sakuya auf. Nach der Spielzeit 2023/24 beendete sie ihre Karriere.
Mana Ōyama bestritt mindestens 66 Länderspiele für die japanische Nationalmannschaft, in denen sie mindestens 149 Treffer erzielte. Mit Japan nahm sie 2017 und 2019 an der Weltmeisterschaft teil. Mit der japanischen Auswahl belegte sie bei den Olympischen Spielen in Tokio den zwölften Platz. Ōyama erzielte im Turnierverlauf neun Treffer in vier Partien.